# Drymoptila temenitis
Drymoptila temenitis là một loài bướm đêm trong họ Geometridae.